# Heteronyx nigricans
Heteronyx nigricans är en skalbaggsart som beskrevs av Hermann Burmeister 1855. Heteronyx nigricans ingår i släktet Heteronyx och familjen Melolonthidae. Inga underarter finns listade i Catalogue of Life.